# Erik Berglin

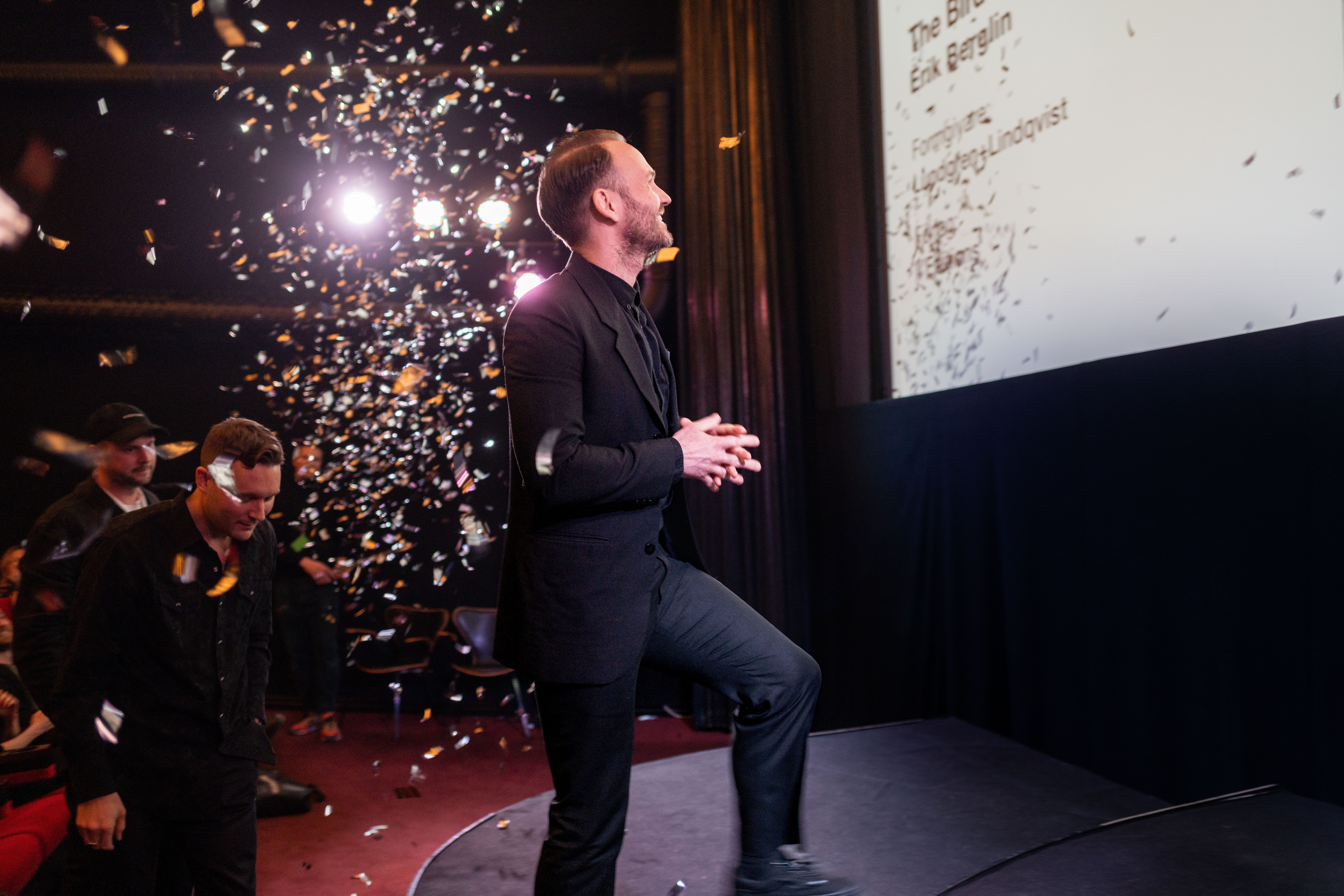
Erik Berglin vinner Svenska Fotobokspriset 2022.

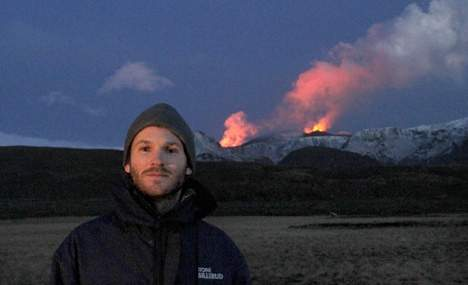
Konstnären Erik Berglin var på Island när Eyjafjallajökul fick ett utbrott. Han var där för att samla material om ett äldre vulkanutbrott.

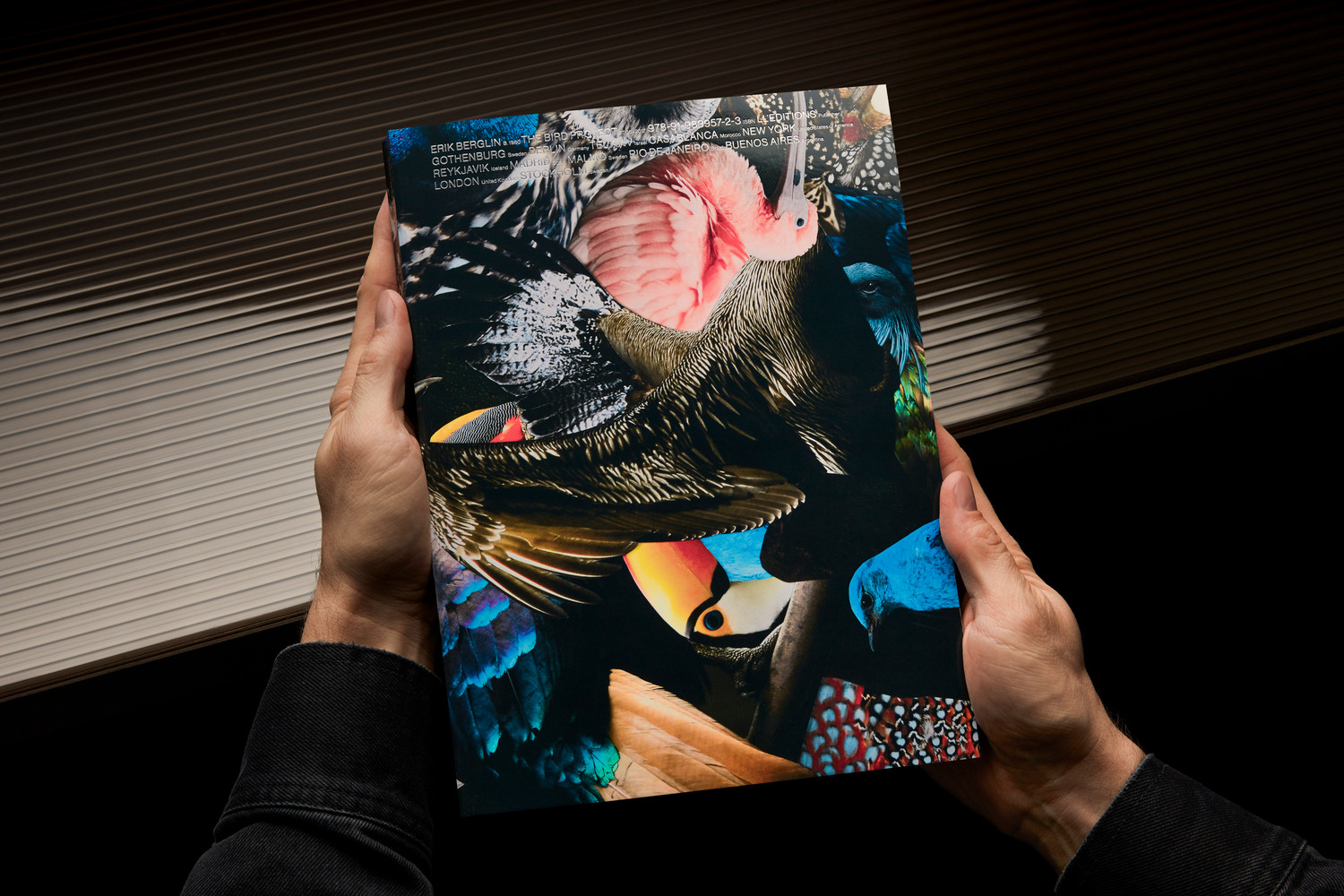
Erik Berglins The bird project 2006-2017. Formgiven av Lundgren+Lindqvist, utgiven av ll'editions 2020.

Erik Berglin, född 1980 i Sundsvall i Västernorrlands län, är en svensk konstnär.

## Biografi
2010 examinerades Berglin från Högskolan för fotografi (sedan 2012 Akademin Valand) i Göteborg med en Master of Fine Arts.
2022 blev Berglin vinnare av Svenska Fotobokspriset, för The Bird Project 2006-2017.

## Konstnärlig verksamhet
Berglins verk finns representerade i Statens Konstråd, Göteborgs konstmuseum, Hasselblad Center och Sundsvalls konstmuseum.

Verket Stories Concerning Eldfell ingick i hans mastersutställning på Göteborgs Konsthall. Arbetet med verket utfördes på Island under vulkanen Eyjafjallajökulls utbrott 2010.

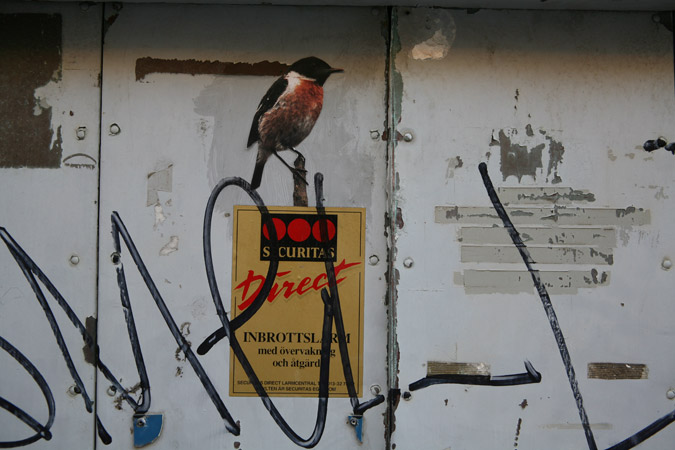
Konstnärerna Erik Berglin och John Skoog satte upp tusentals bilder av fåglar runt om i Sverige mellan 2006 och 2007.

Berglin har haft utställningar i bland annat Sundsvalls Museum (New and old possibilities, 2009), Stockholms kulturhus (Archaeopteryx & other birds, 2011), New York (Surrounding Camouflage, 2013), Richmond (Iconoclashes, 2014), och Buenos Aires (Los Pajaros de Paternal, 2014). 
I Berglins konst förekommer ofta djur som symboler. Han har till exempel gjort gatukonst på temat fåglar tillsammans med John Skoog, i ett projekt som spände över 12 år (2006-2017). Erik Berglin medverkar med fåglarna i antologin Playground Sweden som handlar om svensk gatukonst. 
Berglin arbetar ofta både med fotografier och text, men även med informationsteknik och internet. I utställningen Randomized Updates (2017) exempelvis använde han Facebook-uppdateringar som slumpades fram via en gratis-app. Han använder ibland bilder från internet och bearbetar dem, ibland med argumentet att han förlänger fotografiernas livslängd.